# Resolució 1396 del Consell de Seguretat de les Nacions Unides
La Resolució 1396 del Consell de Seguretat de les Nacions Unides fou adoptada per unanimitat el 5 de març de 2002. Després de recordar les resolucions 1031 (1995), 1088 (1996), 1112 (1997), 1256 (1999) i 1357 (2001) sobre la situació a Bòsnia i Hercegovina, el Consell va acollir amb beneplàcit l'acceptació per la Junta Directiva del Consell d'Aplicació de la Pau el 28 de febrer de 2002 de l'oferta de la Unió Europea per proporcionar una Missió de Policia de la Unió Europea a Bòsnia i Hercegovina (EUPM) per succeir la Missió de les Nacions Unides a Bòsnia i Hercegovina (UNMIBH) a partir de l'1 de gener de 2003.
El Consell de Seguretat va recordar l'acord de Dayton i els preparatius per a la transició de la UNMIBH al final del seu mandat. Va acordar la designació de Paddy Ashdown per succeir Wolfgang Petritsch com a Alt Representant per Bòsnia i Hercegovina i va agrair el treball d'aquest últim pels seus assoliments.
La resolució es congratula per l'establiment de l'EUPM des de l'1 de gener de 2003, a partir del final del mandat de la UNMIBH com a part d'un programa coordinat de 'imperi de la llei. Va encoratjar la coordinació entre l'EUPM, la UNMIBH i l'Alt Representant per assegurar una transició de responsabilitats de la Internacional Police Task Force a l'EUPM i va acollir amb beneplàcit la simplificació de l'esforç internacional d'aplicació civil a Bòsnia i Hercegovina. L'EUPM controlaria i entrenaria a la Policia de Bòsnia i crearia o reformaria institucions sostenibles als estàndards de la UE.
Finalment, la Resolució 1396 va reafirmar la importància i l'autoritat final que el Consell va adherir al paper de l'Alt Representant en la coordinació d'activitats d'organitzacions i organismes en l'aplicació de l'Acord de Dayton.